# Крест Гунхильды
Крест Гунхильды (дат. Gunhildkorset), названный в честь своего первого владельца, Гунхильды, дочери Свенда III Датского, представляет собой распятие середины XII века, вырезанное из моржового клыка и снабжённое как латинскими, так и руническими надписями. Находится в коллекции Национального музея Дании .

## История
Считается, что крест был создан около 1150 года. Надпись на латыни гласит: «Лютгерус вырезал меня по велению Елены, которую также зовут Гуннхильда». На основе исследований Харальда Лангберга принято считать, что король Свенд означает Свенда III Грате (умер в 1157 г.), а не Свена II Эстридсена, как считалось ранее. Мастер Лютгер не известен по другим работам.
Этот крест впервые упоминается в 1650 году, когда он, предположительно, принадлежал жене Хольгера Розенкранца (1574-1642), Софии Аксельсдаттер Браге. В 1684 году его приобрела Королевская кунсткамера. В 1945 году он был передан Национальному музею Дании. 

## Описание

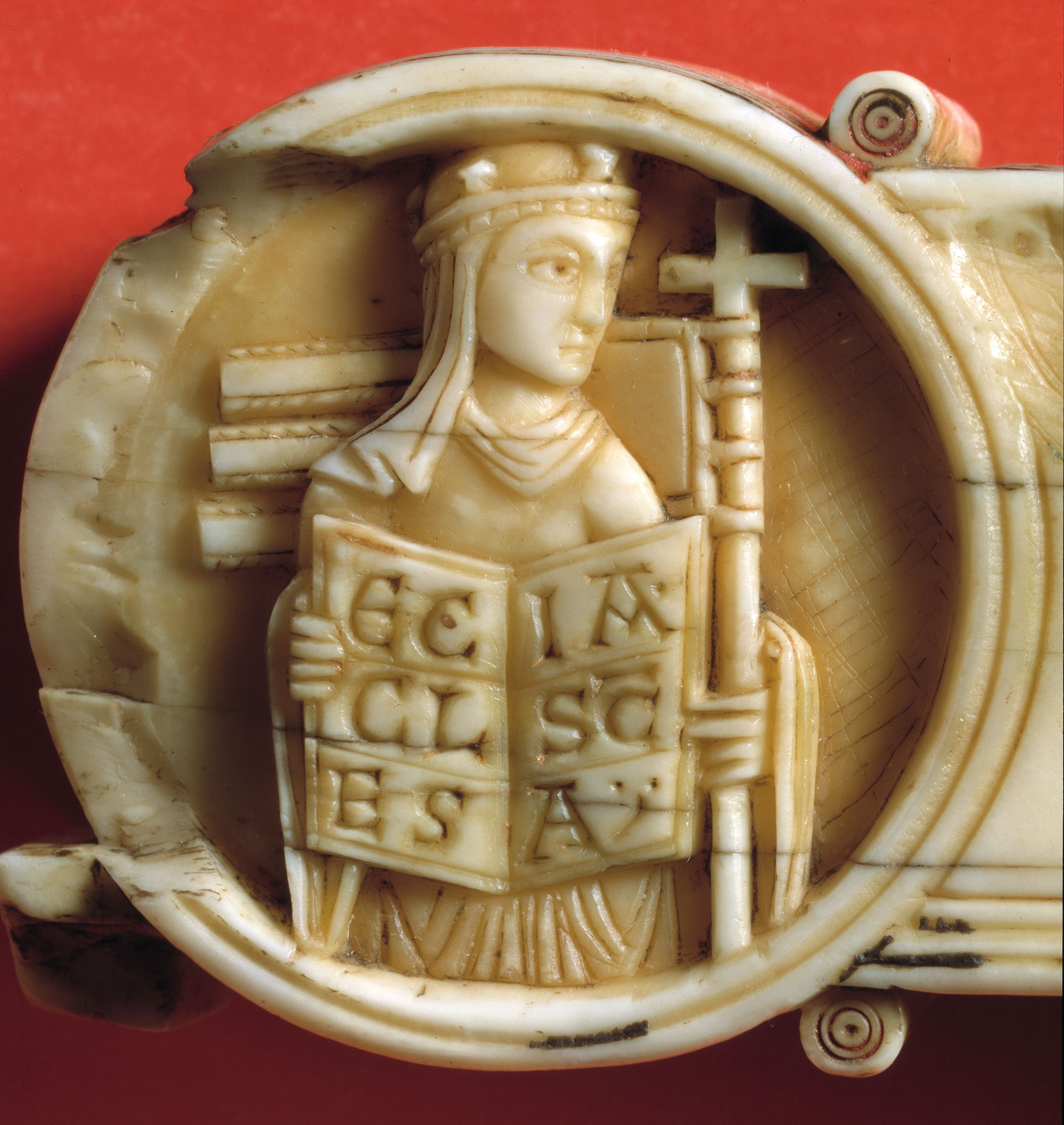
Фрагмент

Крест размером 29 см (11 ″) на 22 см (8,7 ″) вырезан из двух фрагментов моржового клыка. Первоначально он был окрашен в красный, синий и золотой цвета.
На лицевой стороне отсутствует центральная фигура Христа. Окончания перекладин креста украшены четырьмя резными медальонами в виде женских фигур, символизирующих «жизнь» (вверху), «смерть» (внизу), «победоносную церковь» (слева) и «побеждённую синагогу» (справа). На тыльной стороне креста также имеются резные украшения. В центре лицевой стороны, на перекрестии, находится изображение Страшного Суда, представляющее Христоса во Славе. Четыре медальона изображают сцены из рая (вверху) и ада (внизу), а также спасенные (слева) и проклятые души (справа).
Надписи на латыни исполнены относительно широкими заглавными буквами с обильным применением лигатур и сокращений. Имя Гунхильды также написано рунами на краю нижнего медальона. Латинская надпись гласит:
| Русский перевод Иисус из Назарета, царь иудейский. Жизнь, Смерть, Святая Церковь, Синагога. Взгляни на руки Мои и на ноги Мои, говорит Господь. Иди сюда, в благословение Отца Моего, иди от Меня, окаянный, в (вечный) огонь. Отец Авраам, пожалей меня и пошли Лазаря, чтобы он окунул перст свой в воду и охладил (мой язык). Сынок, помни, что ты получил хорошие вещи в своей жизни. Гуннхильд. Тот, кто увидит меня, помолится Христу о Елене, дочери короля Суэноно Великого, которая сделала меня в память о страданиях Господа. Те, кто верят в распятого Христа, должны помнить в своих молитвах Лютгеруса, вырезавшего меня по велению Елены, которую также зовут Гуннхильд. | На латыни Side A Iesus Nazarenus rex judeorum vita mors ecclesia sancta synagoga Side B Videte [m]anus meas et pedes meos dicit Dominus venite benedicti patris mei dicedite a me maledicti in ignem pater Habraham miserere mei et mitte Lazarum ut [in]tinguat extremum digiti sui in aquam ut refrig fili recordare quia recepisti bona in vita tua Side C Gunhild qui me cernit pro Helena magni Sueonis regis filia Christum oret que me ad memoriam Dominice passionis parari fecerat Side D Qui in Christum crucifixum credunt Liutgeri memo[ri]am orando faciant qui me sculpserat roga tu Helene que et Gunhild vocat[ur]. |